# 成寧
成寧（1744年—1822年），后更名成齡，钮祜禄氏，滿洲鑲黃旗人，清朝政治人物，官至工部尚書。
乾隆五十三年（1788年）任福州府知府一职。升按察使。嘉慶七年（1802年）調湖北。曾任吏部左侍郎。嘉慶十八年九月己卯，接替吉綸，擔任清朝工部尚書，后改禮部尚書。由英和接任。